# Jochart

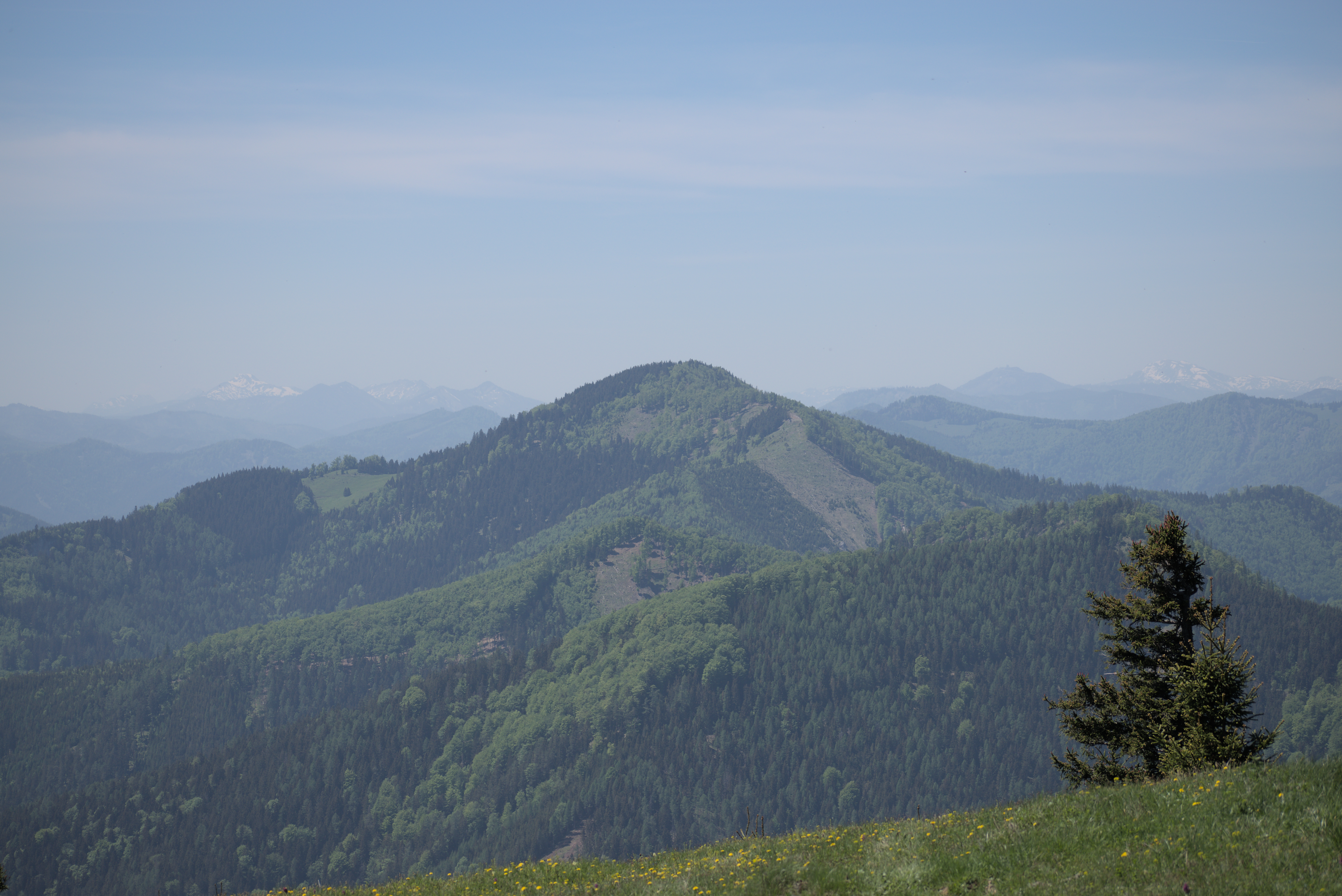
Jochart von Westnordwest (Blochboden, Unterberg)

Die Jochart ist ein 1266 m ü. A. hoher Berg in den Gutensteiner Alpen in Niederösterreich. Ähnlich wie der nahe, bekanntere Unterberg ist er ein beliebtes Ziel von Schitouren.

## Lage
Die Jochart erhebt sich im westlichen Teil der Gutensteiner Alpen, etwa 2½ Kilometer nordwestlich von Rohr im Gebirge sowie etwa 8 Kilometer westsüdwestlich des etwas höheren Unterberges, mit dem sie die Gebirgsgruppe Unterberg–Jochart dominiert. Über ihren Gipfel verläuft die Grenze der Gemeindegebiete von Rohr im Gebirge und Kleinzell, die zugleich die Grenze der politischen Bezirke
Wiener Neustadt-Land und Lilienfeld bildet.
Die Jochart bildet einen kurzen, etwa in West-Ost-Richtung verlaufenden Kamm, wobei die Nordflanke insgesamt steiler als die Südflanke ist. Der Bergstock ist zum größeren Teil bewaldet, weist südlich und westlich des Gipfels jedoch auch einige ausgedehnte Lichtungen und Schläge sowie eine Alm auf.

## Name des Berges
Die Herkunft des Namens scheint rätselhaft. Sicher ist hingegen, dass der Bergname weiblich ist und es daher korrekt Die Jochart heißen muss, auch wenn teils bis in die Wanderliteratur hinein die falsche, vermännlichte Form Der Jochart gebräuchlich ist.

## Anstiege
Die Jochart wird wesentlich seltener besucht als ihre beiden bekannteren und etwas höheren Nachbarberge: der Unterberg im Ostnordosten sowie die Reisalpe im Nordwesten. Sie wurde daher bildhaft als „Schattenblümchen der Voralpen“ bezeichnet. Als Hauptgründe dafür lassen sich das Fehlen von Schutzhütten am Bergstock sowie die relative Abgeschiedenheit des Talortes Rohr im Gebirge nennen. Zum anderen konnte die Jochart so ihren ruhigen Charakter bewahren und bietet auch heute mehr naturbelassene Landschaft als andere Teile der Gutensteiner Alpen.
Das hölzerne Gipfelkreuz auf der Jochart ist rundum von Bäumen umgeben. Die Lichtungen südlich und westlich des höchsten Punktes bieten hingegen ein weites Panorama vom Schneeberg bis zum Ötscher und sogar einigen Gipfeln im Gesäuse.
So stellt die vergleichsweise wenig bekannte Jochart einen „erstklassigen Alpenschauplatz“ dar.
Die Jochart ist von Rohr im Gebirge über zwei markierte Anstiege zu erreichen, die sich in beliebige Richtung ideal miteinander kombinieren lassen.
- Der häufiger begangene Weg führt von Rohr im Gebirge zunächst an großen Bauernhöfen vorbei in westnordwestliche Richtung zum Schacherkreuz und in mäßiger Steigung bis etwa in 900 Meter Höhe. Dort wendet sich die Route scharf nach rechts und führt deutlich steiler von Süden zum Gipfel, wobei große Lichtungen eine gute Aussicht zum Schneeberg und zur Rax bieten. Gehzeit: 1¾ bis 2 Stunden.
- Die zweite Route folgt kurz der Nebenstraße entlang dem Klausbach, führt dann in den engen Graben In der Öd und relativ steil von Süden auf den Sattel des Hammerlecks (987 m ü. A.). Ab dann – abschnittsweise auf Forstwegen – über den Ostrücken in mittlerer Steigung zum Gipfel. Gehzeit: etwa 2 Stunden.
- Ein weiterer markierter Anstieg beginnt bei der Halbachklamm 2 Kilometer nördlich der Kalten Kuchl und führt lange in nur mäßiger Steigung nach Osten, bis er beim Schacherkreuz auf den Südanstieg von Rohr her stößt. Gehzeit: 2½ bis 3 Stunden.

Im Winter ist die Jochart ein meist lawinensicheres Ziel für Skitouren. Günstigster Ausgangspunkt ist das Tal des Klausbaches; eine Anstiegsvariante sowie beide lohnenden Abfahrtsrouten weichen jedoch vom Sommerweg ab.

Auch für Schneeschuhwanderungen ist die Jochart bei passenden Bedingungen gut geeignet, wobei sich eine Kombination der zwei Sommerwege von Rohr im Gebirge sehr anbietet.

## Flugzeugabsturz
Am 5. Dezember 1974 stürzte ein Beechcraft Musketeer B24R Sierra 200 ca. 100 Meter westlich des Gipfels auf einem mittelsteilen Hang ab. Ein Mann kam dabei ums Leben, ein anderer überlebte das Unglück. Noch heute kann man große Teile des Flugzeuges, wie das Ruder oder einen Flügel, am Hang finden.